# Gare de Walnut Ridge (Arkansas)
La gare de Walnut Ridge est une gare ferroviaire des États-Unis, située sur le territoire de la ville de Walnut Ridge dans l'État de l'Arkansas.

## Histoire
La gare a été mise en service en 1908.

## Service des voyageurs

### Desserte
Elle est desservie par des liaisons longue-distance Amtrak : 
- Le Texas Eagle: Los Angeles - Chicago